# Heterandria jonesii
 Heterandria jonesii és un peix de la família dels pecílids i de l'ordre dels ciprinodontiformes.

## Morfologia
Els mascles poden assolir els 4,5 cm de longitud total i les femelles els 6.

## Distribució geogràfica
Es troba a Mèxic.